# Primary van Alabama 2008
De primaries van Alabama waren voorverkiezingen die op 5 februari 2008 in Alabama werden gehouden, de dag van Super Tuesday. Barack Obama en Mike Huckabee wonnen.

## Democraten
| Legenda: | teruggetrokken voor de primary |

| Alabama Democratische primary 2008 | Alabama Democratische primary 2008 | Alabama Democratische primary 2008 | Alabama Democratische primary 2008 |
| Kandidaat                          | Stemmen                            | Percentage                         | Nationale gedelegeerden            |
| ---------------------------------- | ---------------------------------- | ---------------------------------- | ---------------------------------- |
| Barack Obama                       | 300.321                            | 55,96%                             | 27                                 |
| Hillary Clinton                    | 223.096                            | 41,57%                             | 25                                 |
| John Edwards                       | 7.841                              | 1,46%                              | 0                                  |
| Joe Biden                          | 1.174                              | 0,22%                              | 0                                  |
| Bill Richardson                    | 1.017                              | 0,19%                              | 0                                  |
| Christopher Dodd                   | 523                                | 0,10%                              | 0                                  |
| Neutraal                           | 2.663                              | 0,50%                              | 0                                  |
| Totaal                             | 536.635                            | 100,00%                            | 52                                 |

## Republikeinen
| Alabama Republikeinse primary 2008 | Alabama Republikeinse primary 2008 | Alabama Republikeinse primary 2008 | Alabama Republikeinse primary 2008 |
| Kandidaat                          | Stemmen                            | Percentage                         | Gedelegeerden                      |
| ---------------------------------- | ---------------------------------- | ---------------------------------- | ---------------------------------- |
| Mike Huckabee                      | 227.766                            | 41,25%                             | 26                                 |
| John McCain                        | 204.867                            | 37,10%                             | 19                                 |
| Mitt Romney                        | 98.019                             | 17,75%                             | 0                                  |
| Ron Paul                           | 14.810                             | 2,68%                              | 0                                  |
| Rudy Giuliani*                     | 2.134                              | 0,39%                              | 0                                  |
| Neutraal                           | 1.234                              | 0,22%                              | 0                                  |
| Totaal                             | 552.155                            | 100%                               | 27                                 |

* Teruggetrokken voor de primary.